# Élections municipales de 2020 à Grenoble
Pour un article plus général, voir Élections municipales françaises de 2020.
Le premier tour des élections municipales françaises de 2020 à Grenoble a eu lieu le 15 mars 2020. Le second tour, initialement prévu le 22 mars, est reporté au 28 juin en raison de la pandémie de maladie à coronavirus. Il s'agit du renouvellement du conseil municipal. Elles ont lieu en même temps que l'élection du conseil de Grenoble-Alpes Métropole 2020. Éric Piolle est élu maire le 3 juillet 2020 par le nouveau conseil municipal, face à Émilie Chalas. 

## Contexte

### Conseil communautaire
Comme dans toutes les communes de 1 000 habitants et plus, les élections à Grenoble sont municipales et intercommunales. Chaque bulletin de vote comporte deux listes : une liste de candidats aux seules élections municipales et une liste de ceux également candidats au conseil métropolitain.

## Candidats

### Catherine Brun – Faire entendre le camp des travailleurs (Lutte ouvrière)
Le parti Lutte ouvrière a constitué une liste conduite par Catherine Brun.

### Bruno de Lescure – La commune est à nous! (divers gauche)
En janvier 2017, Guy Tuscher et Bernadette Richard-Finot, deux élus de la majorité, scissionnent pour fonder le groupe « Ensemble à gauche », situés dans une opposition plus à gauche. Ils sont respectivement membres d'Ensemble ! et du Parti de gauche au moment de l'officialisation de leur dissidence. En janvier 2020, ils annoncent, en compagnie de plusieurs militants, leur projet de présenter une liste pour les élections municipales en janvier 2020, en réunissant quatre « assemblées populaires » chargée d'élaborer un programme et une liste. La première réunion se tient le 25 janvier 2020. Cette liste dit regrouper certains Gilets jaunes, des syndicalistes et des membres d'associations comme Alternatiba. Le 16 février, Bruno de Lescure est élu tête de liste. Sur la profession de foi de la liste, 7 candidats se revendiquent comme étant membres du Nouveau Parti anticapitaliste.

### Éric Piolle – Grenoble en commun (EELV-LFI-PS dissidents-PCF-ADES-AEI-E!-GE-G.s-ND-PA-PP-RC)
Éric Piolle, maire de Grenoble et adhérent Europe Écologie Les Verts, annonce le 17 septembre 2019 sa candidature pour briguer un second mandat et affirme sa volonté de « rassembler un arc humaniste autour des valeurs du Conseil national de la Résistance, du féminisme, de la défense des biens communs, de l’accueil des exilés vu comme une chance », refusant d'« y aller avec une logique de camps, en disant "tous derrière mon drapeau vert" ». Le 1er octobre 2019, plusieurs citoyens grenoblois lancent un appel à soutenir cette candidature au travers de la plateforme « Grenoble en commun ». Le parti Nouvelle Donne annonce rejoindre Grenoble en commun le lendemain. L'antenne locale d'Ensemble ! lui emboîte le pas le 10 octobre. Le 22 octobre, Génération écologie annonce également son soutien. Le 29 octobre, le comité électoral de La France insoumise annonce sa participation à la liste. Le 4 novembre, les militants grenoblois de Génération.s votent majoritairement en faveur d'une participation de leur parti à Grenoble en commun. Le 8 novembre, Place publique annonce son soutien à Grenoble en commun. Le 13 novembre, plusieurs membres du Parti socialiste, dont une élue au conseil municipal et le co-secrétaire de la section PS de Grenoble annoncent leur ralliement à Grenoble en commun. Le 22 novembre, le Parti communiste français annonce à son tour sa participation à Grenoble en commun à la suite d'un vote de ses militants. Sur son site Internet, Grenoble en commun revendique également le soutien du Parti animaliste, de l'Alliance écologiste indépendante ainsi que des associations politiques locales ADES (Association démocratie écologie solidarité) et Réseau citoyen.

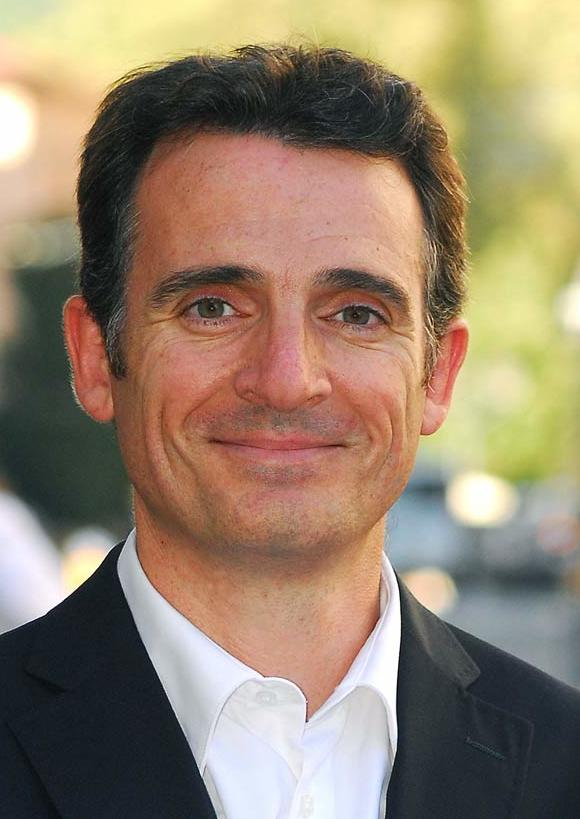
Éric Piolle.

### Olivier Noblecourt – Grenoble nouvel air (PS-MRC-PRG-GRS-G.s dissidents)
Le 15 octobre 2019, le conseil fédéral isérois du Parti socialiste annonce apporter son soutien à la candidature d'Olivier Noblecourt, ancien adjoint de Michel Destot. Olivier Noblecourt et son collectif « Grenoble Nouvel Air », qui a pour ambition de présenter une « alternative de gauche, écologiste, progressiste et citoyenne à la gestion de la majorité actuelle », reçoivent par la suite le soutien du Mouvement républicain et citoyen (parti membre de la Gauche républicaine et socialiste), du Parti radical de gauche et de militants locaux de Génération.s. Le 21 novembre, le bureau national du PS annonce avoir validé le soutien du parti à « Grenoble nouvel air ». Le 16 décembre, Olivier Noblecourt annonce sa candidature comme tête de liste, souhaitant « quitter ses fonctions de délégué interministériel à la lutte contre la pauvreté dans les prochains jours » après en avoir discuté avec Emmanuel Macron. Le 25 janvier Olivier Noblecourt et le collectif Grenoble Nouvel'Air présentent 59 colistiers. Parmi les personnalités présentes sur la liste, on trouve : Emmanuelle Legoff (contrôleur financier), Patrick Lévy (ancien président de l'UGA), Romain Gentil (fondateur d'une start-up), Benoît Mollaret (cadre dirigeant d'un entreprise grenobloise), Giséle Pérez (ancienne vice-présidente du conseil général de l'Isère, Jean-Loup Macé (conseiller départemental), Jérôme Oddoux (architecte), Thomas Eledut (animateur fédéral des Jeunes socialistes de l'Isère).

### Émilie Chalas – Un nouveau regard sur Grenoble (LREM-MoDem)
Le parti présidentiel La République en marche compte trois candidats à l'investiture : la députée Émilie Chalas et les chefs d'entreprises Olivier Six et Cécile Prost. Le choix du candidat final se fait le 2 juillet 2019 à Paris après des auditions devant la Commission nationale d'investiture du parti. C'est la députée de l'Isère qui est désignée contre l'avis très majoritaire des marcheurs grenoblois. Le 24 octobre, Émilie Chalas reçoit le soutien du Mouvement démocrate.

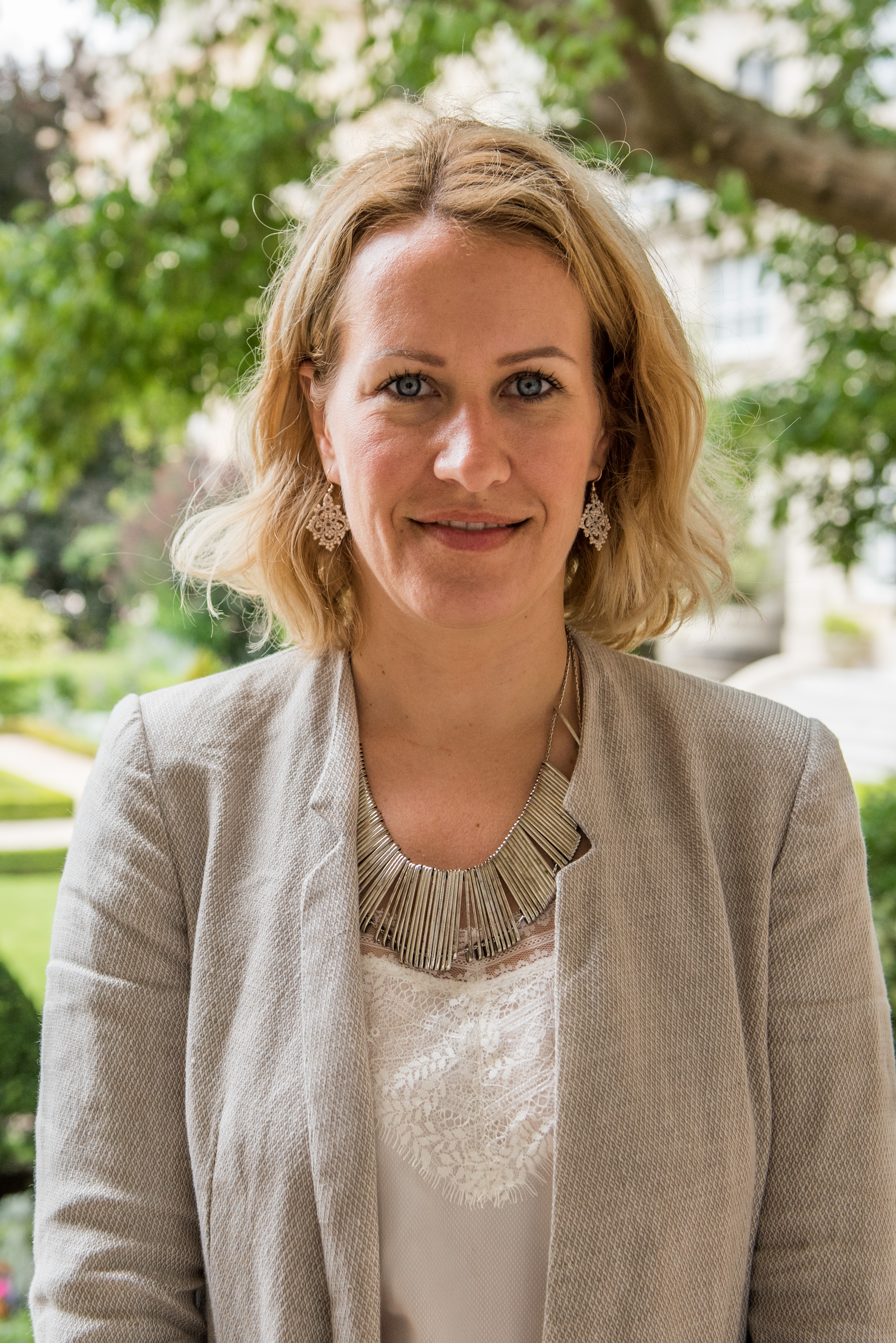
Émilie Chalas.

### Alain Carignon – La société civile avec les citoyens (Les Républicains)
Alain Carignon, maire de Grenoble de 1983 à 1995, condamné en 1994 à 4 ans de prison, présente sa candidature sous l'étiquette d'une liste dite « société civile ». Il avait quitté la mairie de Grenoble à la suite d'une affaire de corruption. En septembre 2019, il s'exprime sur son vécu et sur les raisons de sa candidature dans un livre intitulé "Alain Carignon est un homme libre". À la suite de la démission de deux conseillères municipales de l'opposition, il fait son retour au conseil municipal le 16 décembre 2019 . Il reçoit le soutien du parti Les Républicains le 30 janvier 2020.

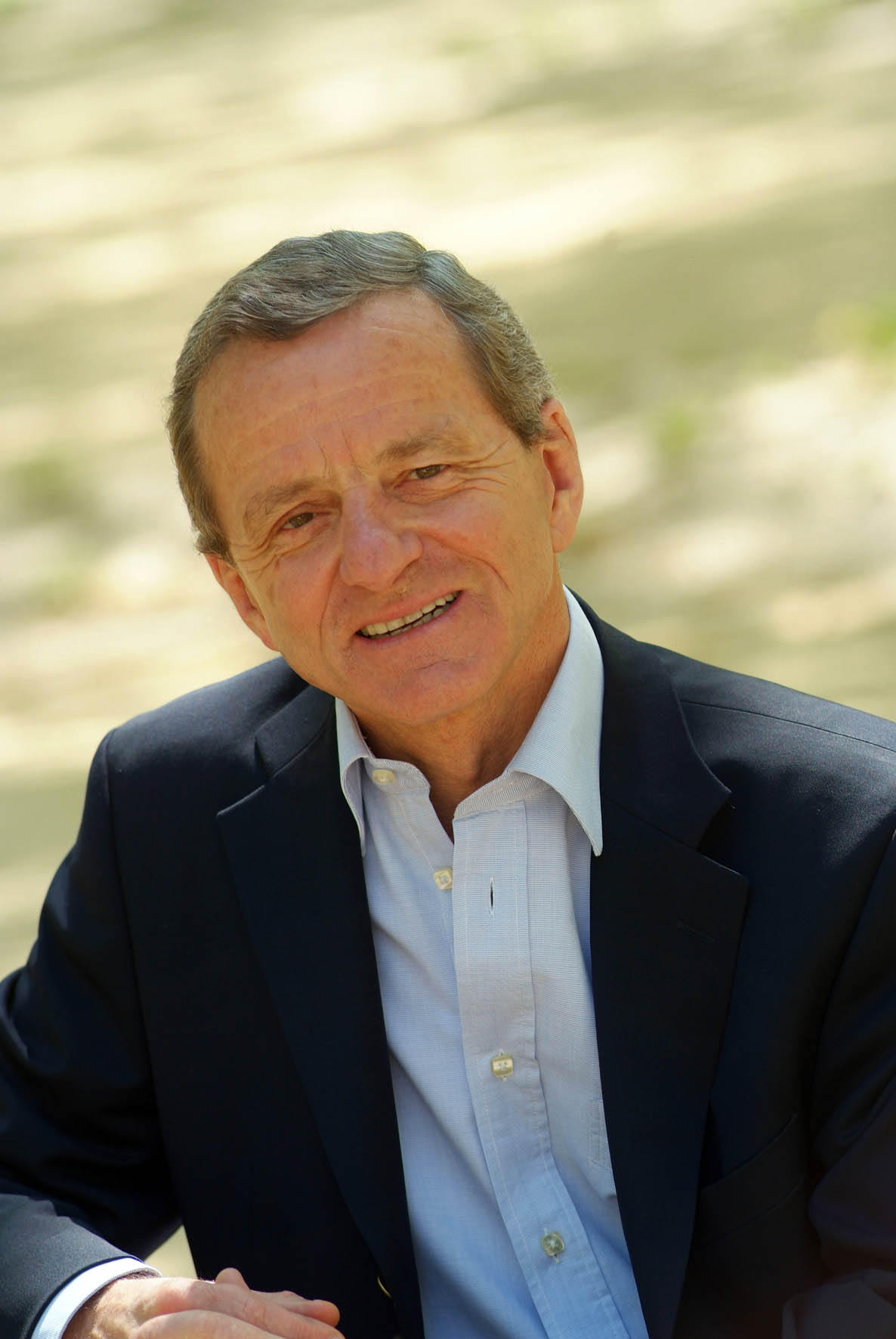
Alain Carignon.

### Mireille d'Ornano – Mieux vivre à Grenoble (Les Patriotes)
Candidate pour le Front national (devenu Rassemblement national) en 2014, l'ancienne députée européenne Mireille d'Ornano, membre des Patriotes, mène une liste présentée comme « sans étiquette » et « issue de la société civile »,.

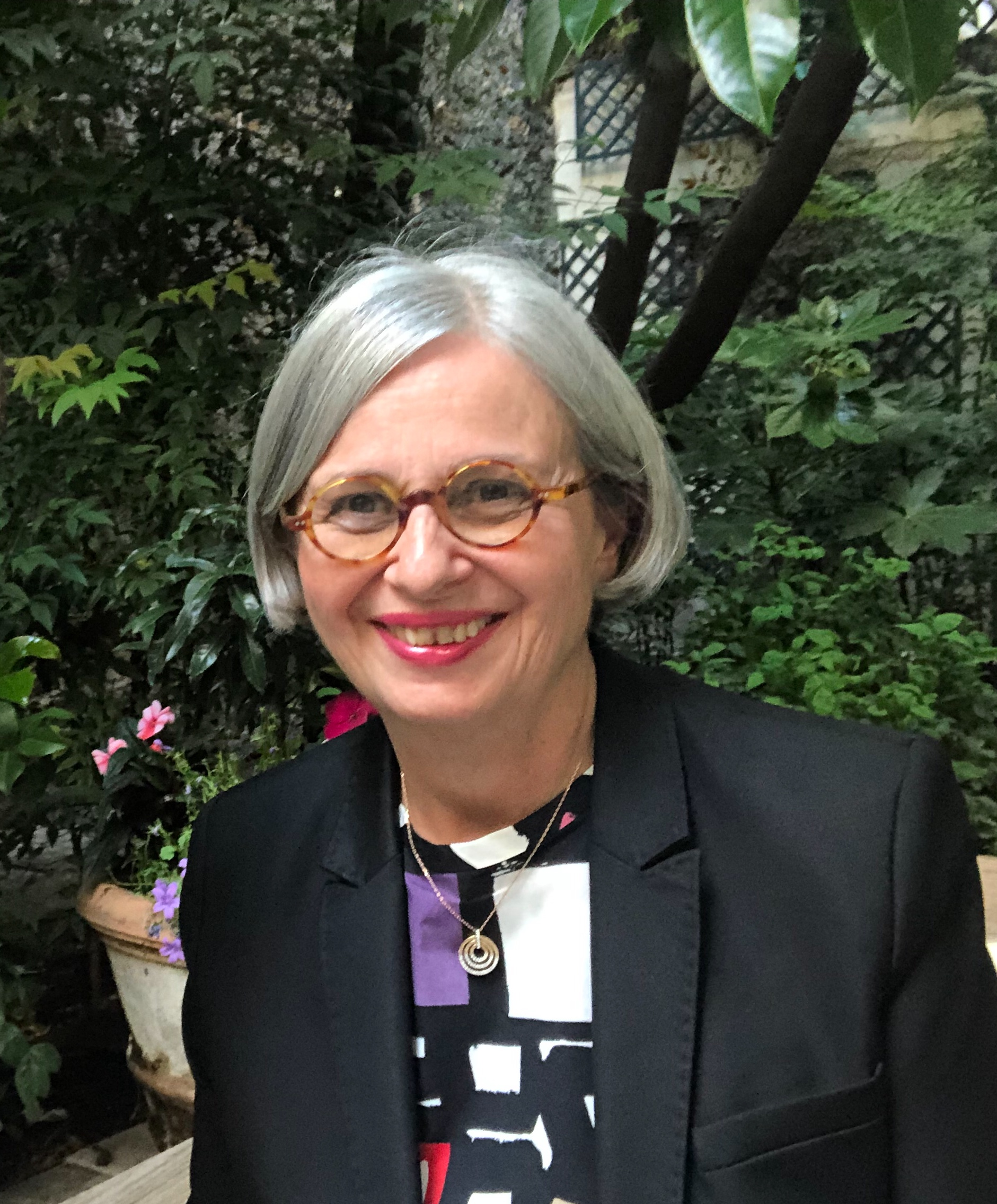
Mireille d'Ornano

### Candidats ayant renoncé à déposer une liste

#### Damien Berthélémy (Rassemblement national)
Initialement trois pistes s'offrent à la commission nationale d'investiture du Rassemblement national : Alain Breuil (conseiller municipal FN sortant), Alexis Jolly (conseiller municipal FN à Échirolles) ou une personne de son équipe, et Damien Berthélémy (candidat FN à différentes élections). Le 5 septembre 2019, Jordan Bardella annonce l'investiture de ce dernier lors du meeting de rentrée de la section iséroise du mouvement.
Le 27 février, le RN annonce être en incapacité de déposer une liste à Grenoble, du fait d'un déficit de candidates.

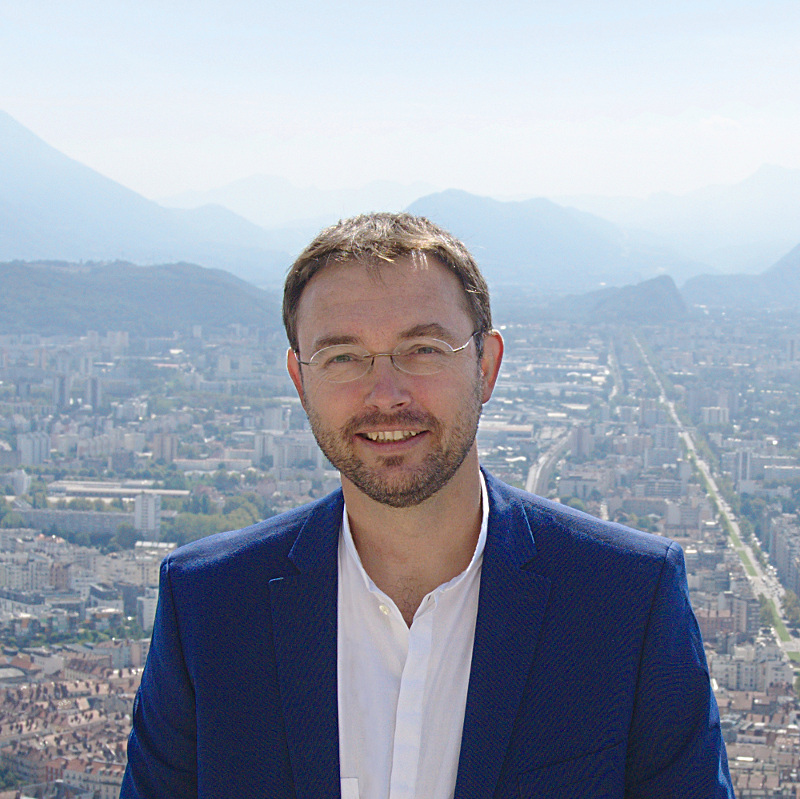
Damien Berthélémy.

#### Popo (Parti popolitique)
Lisa Poget, dit Popo, est candidate pour le Parti popolitique. Elle souhaite notamment mettre fin aux contrôles des titres de transport et des titres de séjour, la construction d'un vingtaine de cabines téléphoniques, un péage « très cher » autour de la Presqu'île ainsi que la reconversion de la police municipale dans l'entretien des espaces verts.
Le 27 février, les POPOlitiques annoncent finalement renoncer à présenter une liste.

## Sondages
| Source | Date de réalisation     | Échantillon | LO   | La commune est à nous | Gauche alternative - GJ | EELV-LFI PCF-G.s-ND | PS-PRG-MRC-Go citoyenneté | LREM-MoDem | SE      | LR | LR       | RN         | LP       | Popolitiques | Grenoble c'est vous |
| Source | Date de réalisation     | Échantillon | Brun | De Lescure            |                         | Piolle              | Noblecourt                | Chalas     | Boutafa |    | Carignon | Berthélémy | d'Ornano | Poget        | Cominotti           |
| ------ | ----------------------- | ----------- | ---- | --------------------- | ----------------------- | ------------------- | ------------------------- | ---------- | ------- | -- | -------- | ---------- | -------- | ------------ | ------------------- |
| Source | Date de réalisation     | Échantillon |      |                       |                         |                     |                           |            |         |    |          |            |          |              |                     |
| Ifop   | 3 au 7 mars 2020        | 623         | 1    | 2                     | –                       | 40                  | 16                        | 15         | –       | –  | 20       | –          | 6        | –            | –                   |
| Ipsos  | 17 au 20 février 2020   | 604         | 2    | 1                     | –                       | 36                  | 19                        | 16         | –       | –  | 20       | 3          | 2        | 0,5          | 0,5                 |
| Odoxa  | 18 au 25 septembre 2019 | 609         | –    | –                     | 7                       | 32                  | 11                        | 18         | 0       | 6  | 20       | 4          | 2        | –            | –                   |

N.B. :
- en gras sur fond coloré : le candidat arrivé en tête du sondage.

## Résultats
Pourcentage des votes et de l'abstention parmi les inscrits des listes électorales au second tour :
- Abstentionnistes (64,17 %)
- Piolle (18,67 %)
- Carignon (8,24 %)
- Chalas (4,39 %)
- Noblecourt (3,84 %)
- Blancs et nuls (1,91 %)

|                                                          |                          |                                                      |              |              |             |             |        |        |  |
| Tête de liste                                            | Tête de liste            | Liste                                                | Premier tour | Premier tour | Second tour | Second tour | Sièges | Sièges |  |
| Tête de liste                                            | Tête de liste            | Liste                                                | Voix         | %            | Voix        | %           | CM     | CC     |  |
|                                                          | Éric Piolle              | EÉLV-LFI-PCF-AEI-E!-GÉ-G.s ND-PA-PP-PS diss.-ADES-RC | 16 766       | 46,67        | 16 169      | 53,13       | 46     | 28     |  |
| Grenoble en commun                                       |                          |                                                      | 16 766       | 46,67        | 16 169      | 53,13       | 46     | 28     |  |
|                                                          | Alain Carignon           | LR                                                   | 7 114        | 19,80        | 7 133       | 23,44       | 7      | 4      |  |
| La société civile avec Alain Carignon                    |                          |                                                      | 7 114        | 19,80        | 7 133       | 23,44       | 7      | 4      |  |
|                                                          | Émilie Chalas            | LREM-MoDem-Agir-MR-MEI-UDÉ                           | 4 939        | 13,75        | 3 803       | 12,49       | 3      | 2      |  |
| Un nouveau regard sur Grenoble                           |                          |                                                      | 4 939        | 13,75        | 3 803       | 12,49       | 3      | 2      |  |
|                                                          | Olivier Noblecourt       | PS-MRC-GRS-PRG-G.s diss.-GO Citoyenneté              | 4 782        | 13,31        | 3 325       | 10,92       | 3      | 2      |  |
| Grenoble nouvel air                                      |                          |                                                      | 4 782        | 13,31        | 3 325       | 10,92       | 3      | 2      |  |
|                                                          | Bruno de Lescure         | DVG-NPA                                              | 1 162        | 3,23         |             |             | 0      | 0      |  |
| La commune est à nous !                                  |                          |                                                      | 1 162        | 3,23         |             |             | 0      | 0      |  |
|                                                          | Mireille d'Ornano        | LP                                                   | 725          | 2,01         | 0           | 0           |        |        |  |
| Mieux vivre à Grenoble                                   |                          |                                                      | 725          | 2,01         | 0           | 0           |        |        |  |
|                                                          | Catherine Brun           | LO                                                   | 429          | 1,19         | 0           | 0           |        |        |  |
| Lutte ouvrière – Faire entendre le camp des travailleurs |                          |                                                      | 429          | 1,19         | 0           | 0           |        |        |  |
|                                                          |                          |                                                      |              |              |             |             |        |        |  |
| Suffrages exprimés                                       | Suffrages exprimés       | Suffrages exprimés                                   | 35 917       | 98,25        | 30 430      | 98,09       |        |        |  |
| Votes blancs                                             | Votes blancs             | Votes blancs                                         | 313          | 0,86         | 366         | 1,18        |        |        |  |
| Votes nuls                                               | Votes nuls               | Votes nuls                                           | 326          | 0,89         | 228         | 0,73        |        |        |  |
| Total                                                    | Total                    | Total                                                | 36 556       | 100,00       | 31 024      | 100,00      | 59     | 36     |  |
| Abstention                                               | Abstention               | Abstention                                           | 49 960       | 57,75        | 55 557      | 64,17       |        |        |  |
| Inscrits / participation                                 | Inscrits / participation | Inscrits / participation                             | 86 517       | 42,25        | 86 581      | 35,83       |        |        |  |

## Conseil municipal élu
Éric Piolle est élu maire le 3 juillet 2020 par le nouveau conseil municipal avec 46 voix en sa faveur, contre 3 à Émilie Chalas, 7 votes nuls et 3 votes blancs.

### Groupes politiques
| Nom | Nom                                                           | Effectif | Président(s)                        |
| --- | ------------------------------------------------------------- | -------- | ----------------------------------- |
|     | Grenoble en Commun                                            | 46       | Annabelle Bretton - Emmanuel Carroz |
|     | Groupe d'opposition (société civile, divers droite et centre) | 7        | Alain Carignon                      |
|     | Nouveau regard                                                | 3        | Émilie Chalas                       |
|     | Nouvel Air Socialistes et Apparentés                          | 3        | Olivier Noblecourt                  |

### Liste Grenoble en Commun
| N.º | Nom                 | Affiliation      | Affiliation      | Affiliation | Attribution,                                                                                           |
| --- | ------------------- | ---------------- | ---------------- | ----------- | --- |
| 1   | Éric Piolle         | EÉLV             | EÉLV             |             | Maire                                                                                                  |
| 2   | Élisa Martin        | LFI-PG           | LFI-PG           |             | 1re adjointe au maire - Quartiers populaires et égalité républicaine                                   |
| 3   | Gilles Namur        | SC               | SC               |             | 2e adjoint au maire - Nature en ville, espaces publics, biodiversité et fraicheur                      |
| 4   | Barbara Schuman     | SC               | SC               |             | Conseillère municiaple déléguée - Universités                                                          |
| 5   | Yann Mongaburu      | G.s              | G.s              |             | Conseiller municipal délégué - Urbanisme transitoire                                                   |
| 6   | Maud Tavel          | SC               | SC               |             | 21e adjointe au maire - Tranquillité publique et temps de la ville                                     |
| 7   | Hakim Sabri         | ADES             | ADES             |             | 4e adjoint au maire - Finances et comptabilité écologique                                              |
| 8   | Lucille Lheureux    | EÉLV             | EÉLV             |             | 3e adjointe au maire - Culture[s]                                                                      |
| 9   | Nicolas Beron-Perez | PCF              | PCF              |             | Conseiller municipal délégué - Logement                                                                |
| 10  | Margot Belair       | EÉLV             | EÉLV             |             | 9e adjointe au maire - Maire-adjointe du Secteur 4                                                     |
| 11  | Alan Confesson      | LFI-PG           | LFI-PG           |             | 10e adjoint au maire - Maire-adjoint du Secteur 2                                                      |
| 12  | Chloé Pantel        | G.s              | G.s              |             | 11e adjointe au maire - Maire-adjointe du Secteur 6                                                    |
| 13  | Pascal Clouaire     | RC               | RC               |             | Conseiller municipal délégué - Innovation                                                              |
| 14  | Sandra Krief        | PA               | PA               |             | Conseillère municipale déléguée - Condition animale                                                    |
| 15  | Maxence Alloto      | DVG              | DVG              |             | 6e adjoint au maire - Commerces, artisanat, économie locale et vitalité de proximité                   |
| 16  | Salima Djidel       | LFI              | LFI              |             | Conseillère municipale déléguée - Cuisine centrale                                                     |
| 17  | Olivier Bertrand    | EÉLV             | EÉLV             |             | 8e adjoint au maire - Maire-adjoint du Secteur 1                                                       |
| 18  | Christine Garnier   | EÉLV             | EÉLV             |             | 17e adjointe au maire - Écoles                                                                         |
| 19  | Nicolas Kada        | SC               | SC               |             | 20e adjoint au maire - Coordination de l'action sociale et VP CCAS                                     |
| 20  | Laura Pfister       | LFI-PG           | LFI-PG           |             | |
| 21  | Emmanuel Carroz     | LFI-PG           | LFI-PG           |             | 14e adjoint au maire - Mémoire, Migrations et Coopération internationale                               |
| 22  | Anne-Sophie Olmos   | SC               | SC               |             | Conseillère municipale déléguée - Communs, Marchés publics et Accords-cadres                           |
| 23  | Vincent Fristot     | ADES             | ADES             |             | 16e adjoint au maire - Transition énergétique et immobilier municipal, Contentieux, pré-contentieux    |
| 24  | Céline Deslattes    | EÉLV             | EÉLV             |             | Conseillère municipale déléguée - Grande précarité                                                     |
| 25  | Lionel Picollet     | SC               | SC               |             | Conseiller municipal délégué - Tarification des services publics                                       |
| 26  | Annabelle Bretton   | SC               | SC               |             | 13e adjointe au maire - Éducation populaire, jeunesse et démocratie ouverte                            |
| 27  | Hosni Benredjeb     | DVG              | DVG              |             | Conseiller municipal délégué - Chantiers ouverts au public                                             |
| 28  | Kheira Capdepon     | RC               | RC               |             | 15e adjointe au maire - Aîné-es, aidant-es et intergénérationnel                                       |
| 29  | Pierre-André Juven  | ADES             | ADES             |             | 18e adjoint au maire - Urbanisme et Santé                                                              |
| 30  | Anouche Agobian     | DVG              | DVG              |             | 7e adjointe au maire - Maire-adjointe du secteur 3, administration générale et questure                |
| 31  | Sadok Bouzaiene     |                  |                  |             | Désistement                                                                                            |
| 32  | Isabelle Peters     | PCF              | PCF              |             | 5e adjointe au maire - Maire-adjointe du secteur 5                                                     |
| 33  | Thierry Chastagner  | EÉLV             | EÉLV             |             | Conseiller municipal délégué - Végétalisation, Sécurité civile                                         |
| 34  | Amel Zenati         | ADES             | ADES             |             | Conseillère municipale déléguée - Transition numérique et stratégie de la donnée                       |
| 35  | Pierre Mériaux      | EÉLV (et ADES)   | EÉLV (et ADES)   |             | 22e adjoint au maire - Personnel                                                                       |
| 36  | Laure Masson        | GÉ               | GÉ               |             | |
| 37  | Antoine Back        | LFI-E!           | LFI-E!           |             | 12e adjoint au maire - Risques, prospective, évaluation et nouveaux indicateurs, stratégie alimentaire |
| 38  | Maude Wadelec       | LFI              | LFI              |             | Conseillère municipale déléguée - Réseaux des villes en transition                                     |
| 39  | Antoine Fléchet     | EÉLV             | EÉLV             |             | Conseiller municipal délégué - Petite Enfance jusqu’en septembre 2021                                  |
| 40  | Chloé Le Bret       | PCF              | PCF              |             | Conseillère municipale déléguée - Égalité des droits et état civil                                     |
| 41  | Claus Habfast       | SC               | SC               |             | Conseiller municipal délégué - Patrimoine et montagne, coopérations Européennes                        |
| 42  | Céline Mennetrier   | SC               | SC               |             | 19e adjointe au maire - Sports                                                                         |
| 43  | Jérôme Soldeville   | LFI-PG (et ADES) | LFI-PG (et ADES) |             | Conseiller municipal délégué - Histoire de Grenoble                                                    |
| 44  | Sylvie Fougères     | G.s              | G.s              |             | Conseillère municipale déléguée - Petite enfance- depuis septembre 2021                                |
| 45  | Luis Beltran        | EÉLV             | EÉLV             |             | Conseiller municipal délégué - Handicap et accessibilité                                               |
| 46  | Katia Bacher        | RC               | RC               |             | |
| 47  | Djamel Wazizi       | SC               | SC               |             | |

### Liste La Société civile avec Alain Carignon
| N.º | Nom                  | Affiliation | Affiliation | Affiliation |
| --- | -------------------- | ----------- | ----------- | ----------- |
| 1   | Alain Carignon       | LR          | LR          |             |
| 2   | Magali Féret         | SC          | SC          |             |
| 3   | Jérôme Odier         | SC          | SC          |             |
| 4   | Anne Roche           | SC          | SC          |             |
| 5   | Chérif Boutafa       | SC          | SC          |             |
| 6   | Dominique Spini Alim | DVD         | DVD         |             |
| 7   | Harout Agobian       | SC          | SC          |             |
| 8   | Brigitte Boer        | LR          | LR          |             |
| 9   | Romain Branche       | LR          | LR          |             |

### Liste Un nouveau regard sur Grenoble
| N.º | Nom             | Affiliation | Affiliation | Affiliation |
| --- | --------------- | ----------- | ----------- | ----------- |
| 1   | Émilie Chalas   | LREM        | LREM        |             |
| 2   | Olivier Six     | LREM        | LREM        |             |
| 3   | Karen Lorinquer | SC          | SC          |             |
| 5   | Delphine Bense  | MoDem       | MoDem       |             |

Karen Lorinquer démissionne en septembre 2021 du conseil municipal et est remplacée par Delphine Bense.

### Liste Grenoble Nouvel Air
| N.º | Nom                | Affiliation | Affiliation | Affiliation |
| --- | ------------------ | ----------- | ----------- | ----------- |
| 1   | Olivier Noblecourt | PS          | PS          |             |
| 2   | Emmanuelle Legoff  | SC          | SC          |             |
| 3   | Patrick Lévy       | SC          | SC          |             |